# Бушати (община)

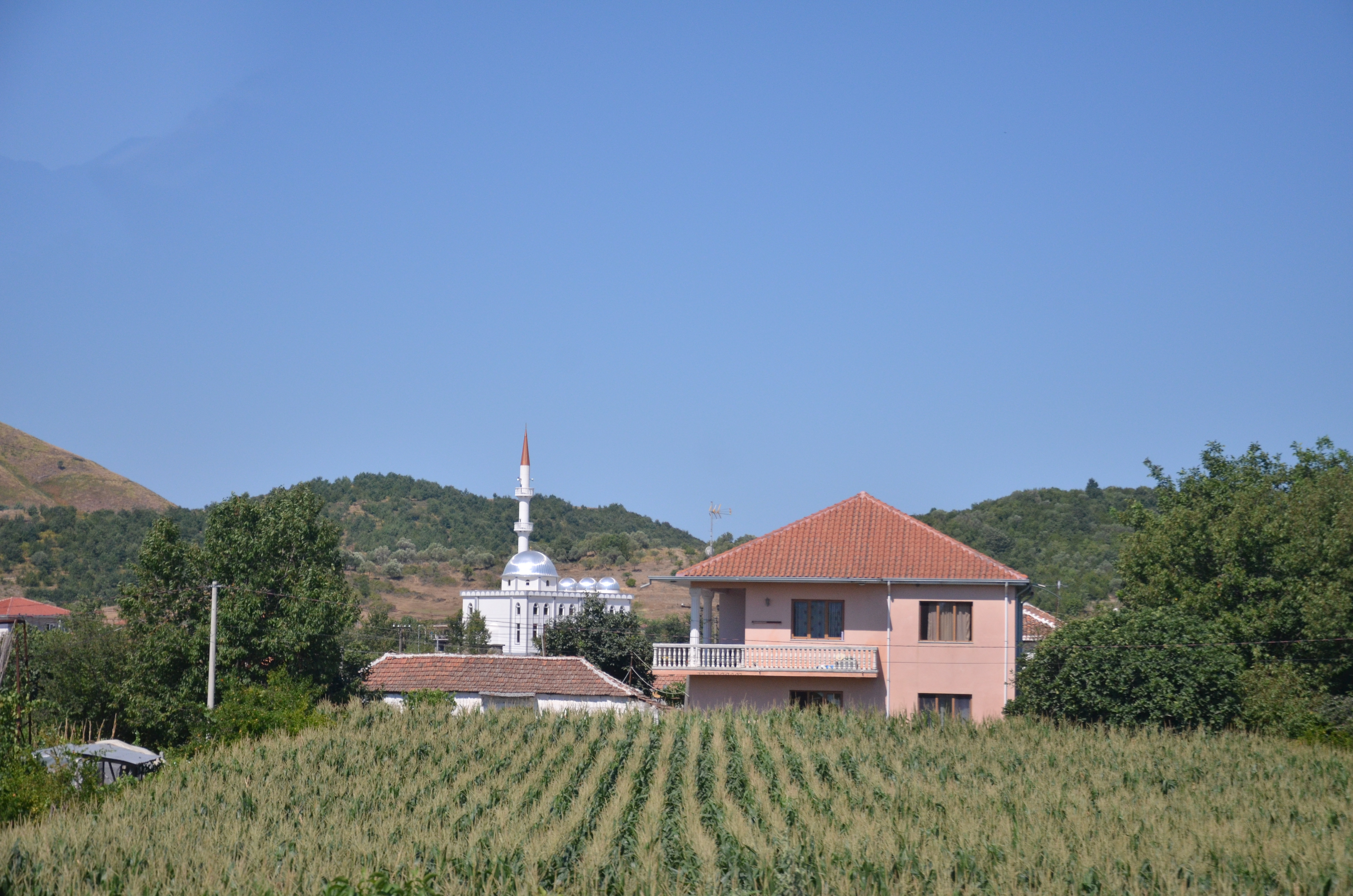

Бушати (алб.  Busat ) — община в Албании, расположенная в северо-западной части страны. В административном отношении относится к Шкодерскому округу Шкодерской области. 
Расположен в регионе Задрима на плодородной равнине между Адриатическим морем, Шкодерским озером и Мирдитой, через которую протекает Старый Дрин. Бушати является центром Задримы. Находится в 70 км к северу от столицы Тираны.
В 2011 году здесь проживало 14 149 человек. Площадь – 92,7 км². Плотность – 153 чел./ км².
В состав коммуны входят одиннадцать деревень: Бушат, Шкьязе, Плеже, Космац, Стайке, Аште, Ранхе, Фшат и Ри, Мали и Джушит, Плепан, Мелгус.
Территория вокруг Бушати состоит, в основном, из сельскохозяйственных угодий.